# Eurodryas sibirica
Eurodryas sibirica är en fjärilsart som beskrevs av Otto Staudinger 1861. Eurodryas sibirica ingår i släktet Eurodryas och familjen praktfjärilar. Inga underarter finns listade i Catalogue of Life.